# بریمپتون
بریمپتون (به انگلیسی: Brimpton) یک روستا و محله مدنی در بریتانیا است که در بارکشر غربی واقع شده‌است. بریمپتون ۱۱٫۸۶ کیلومتر مربع مساحت و ۶۱۶ نفر جمعیت دارد.